# Georg Gartner
Georg Gartner (* 9. Juli 1966 in Wien) ist ein österreichischer Kartograph und Geograph.

## Leben
Gartner studierte Geographie an der Universität Wien und begann sich früh auf die Kartographie zu spezialisieren. 1991 schloss er das Studium ab und wechselte an die TU Wien, wo er seine Dissertation zu schreiben begann. Mit einigen Unterbrechungen durch Auslandsaufenthalte unter anderem in Nebraska (USA), Melbourne (Australien) und Guangzhou (China) wurde er Universitätsassistent am Institut für Kartographie und Reproduktionstechnik der TU Wien. Im März 2007 wurde er zum Universitätsprofessor am Institut für Geoinformation und Kartographie berufen.
Gartner ist Herausgeber der Buchserie „Lecture Notes in Geoinformation and Cartography“ (Springer-Verlag) und Chefredakteur des „Journal on Location-based Services“ (Taylor & Francis). Er hat die Konferenzserie für „Location-based Services“ gegründet. Er war Mitbegründer des „International Master Programme on Cartography“ gemeinsam mit der TU München, TU Dresden und Universität Twente.
Von 2011 bis 2015 war Georg Gartner Präsident der Internationalen Kartographischen Vereinigung (ICA, International Cartographic Association). 
In dieser Zeit wurde unter anderem die ICA in den Internationalen Wissenschaftsrat (ICSU, International Council of Science Union) als Vollmitglied aufgenommen, ein eigenes ICA Publikationsmedium, das International Journal of Cartography (IJC) gestartet, und das „International Map Year 2015–2016“ durch die Vereinten Nationen unterstützt.

## Forschungsschwerpunkte
Hauptsächlich beschäftigt sich Gartner in seiner Forschungsarbeit mit „Location Based Services“ (LBS), den sogenannten „Standortbezogenen Diensten“, die im Bereich der Telekartographie oder Multimediakartographie einzuordnen sind.
Der zweite Forschungsschwerpunkt von Gartner und seinen Mitarbeitern ist, sich zu überlegen, wie man die Umgebung selbst dazu bringt zu kommunizieren, was als „smart environment“ bezeichnet wird und zum Beispiel ‚public displays’, Bildschirme, die vor den Gebäuden installiert sind, umfasst. In der Informatik wird dies als ubiquitous computing bezeichnet. In der Kartographie wird dieses Konzept für die Kommunikation von raumbezogener Information angewandt.

## Veröffentlichungen
- William Cartwright, Jeremy Crampton, Georg Gartner, Suzette Miller, Kirk Mitchell, Eva Siekierska, Jo Wood: Geospatial Information Visualization User Interface Issues. In: Cartography and Geographic Information Science. Band 28, Nr. 1, Januar 2001, S. 45–60, doi:10.1559/152304001782173961.
- Georg Gartner, Haosheng Huang: Recent research developments in modern cartography in Europe. In: International Journal of Cartography. Band 2, Nr. 1, Januar 2016, S. 1–5, doi:10.1080/23729333.2016.1187908.
- Florian Ledermann, Georg Gartner: Mapmap. js: a data-driven web mapping API for thematic cartography. In: Rev Bras Cartografia. Band 5, Nr. 67, Mai 2015 (online [PDF; 661 kB]).
- Monika Riegler, Martin Wenk, Elisabeth Aufhauser, Florian Ledermann, Manuela Schmidt, Georg Gartner: Mitteilungen der Österreichischen Geographischen Gesellschaft. Band 157. Wien 2015, ISBN 978-3-901313-28-8, Kapitel genderATlas Austria – Elaboration of a user group-oriented online tool, S. 323–339.